# Marjaana Kella
Marjaana Kella (*	6. května 1961 Orimattila) je finská fotografka.

## Raný život a vzdělání
Kella se narodila v Orimattile ve Finsku. V letech 1985 až 1986 studovala na Svobodné umělecké škole a v letech 1987 až 1993 pokračovala ve studiu fotografie na Univerzitě umění a designu v Helsinkách. V roce 2014 získala doktorát z fotografie na Univerzitě Alto s disertační prací na téma „Překlady – Krajina, tvář a prezentace fotografie“.

## Životopis
Kella učí od 90. let. Pracuje na magisterském programu a je docentkou současného umění a fotografie. V roce 2014 byla jmenována proděkankou Akademie výtvarných umění Helsinské univerzity.
Její fotografická tvorba reflektuje žánr portrétu a zpochybňuje jeho tradiční kompozici, aby zpochybnila identitu, realitu a autenticitu. Marjaana Kella o své práci uvedla: „Moje fotografie jsou jakýmisi studiemi vnímání a zkušenosti nebo rozhraní mezi vnějším a vnitřním prostorem lidí.“
Série Reversed (1996–1997) představuje neobvyklé portréty jedinců odvracejících se od fotoaparátu, znázorněné pouze zadní částí jejich hlav. Portréty, téměř negestuální, proto ignorují rysy obličeje subjektu a vytvářejí obrazové a texturované kompozice, které obnovují estetiku žánru.
V díle Hypnosis (Hypnóza, 1997–2001) umělkyně zkoumá pozastavený okamžik hypnózy, během kterého je narušeno úsilí jejích subjektů o sebeprezentaci.

## Samostatné výstavy
- Marjaana Kella: Valokuvia, 1998, Photographic Gallery Hippolyte, Helsinky
- Marjaana Kella, 2001, Fotografická galerie Hippolyte, Helsinky
- People in hypnosis Marjaana Kella (Lidé v hypnóze), 2002, 21. března – 21. dubna 2002, Van Zoetendaal, Amsterdam
- Samostatná výstava, 21. března – 1. května 2002, Van Zoetendaal, Amsterdam
- Samostatná výstava Marjaana Kella 26. května – 1. září 2002, Bildmuseet, Umeå
- Reversed Portraits - Obrácené portréty, Poller Contemporary, 6. září – 31. října 2002, Frankfurt
- Samostatná výstava, 5. září – 21. prosince 2003, Muzeum fotografie, Helsinky
- Portréty, 2004, Galerie Fotohof, Salcburk
- Portréty, 13. května – 27. června 2004, Landesgalerie am Oberösterreichischen Landesmuseum, Linz
- Blush, 15. dubna – 21. května 2006, Van Zoetendaal, Amsterdam

## Publikace
- Marjaana Kella. Van Zoetendaal, 2002. Text Pia Sivenius a Jan Kaila ISBN 9789075574227.[4]